# لانگ تاون، میسوری
لانگ تاون (به انگلیسی: Longtown) یک روستا (ایالات متحده آمریکا) در ایالات متحده آمریکا است که در شهرستان پری، میزوری واقع شده‌است.
 لانگ تاون ۰٫۳۲ کیلومتر مربع مساحت و ۱۰۲ نفر جمعیت دارد و ۱۹۷ متر بالاتر از سطح دریا واقع شده‌است.